# Perereca-de-fogo
Gastrotheca flamma é uma espécie de anfíbio de aproximadamente 5,5 cm, cor de fogo, e que carrega seus ovos nas costas. Foi encontrado na Bahia, por Flora Acuña Juncá, da Universidade Estadual de Feira de Santana. A descrição do animal foi realizada na revista de cunho científico Zootaxa.